# Кальтенбруннер, Герлинде
Герлинде Кальтенбруннер (нем. Gerlinde Kaltenbrunner, родилась 13 декабря 1970 года) — австрийская альпинистка, одна из двух женщин, достоверно покорившая все высочайшие вершины планеты и первая, сделавшая это без использования дополнительного кислорода. В 2012 году стала «Исследователем года» по версии National Geographic.

## Альпинизм
Герлинде заинтересовалась альпинизмом ещё в детстве, свой первый подъём на местную гору совершила в возрасте 13 лет. Когда она проходила курсы медсестры в Вене, она продолжала практиковаться в альпинизме, совершая множество восхождений в разных погодных условиях. В 32 года Герлинде поднялась на свой четвертый восьмитысячник — Нангапарбат, после чего решила посвятить свою карьеру профессиональному альпинизму.

### Восхождения на восьмитысячники
Кальтенбруннер и Эдурне Пасабан — единственные женщины, покорившие все 14 восьмитысячников планеты. При этом Герлинде, в отличие от Пасабан, все свои восхождения совершила без использования дополнительного кислорода. Формально, первой женщиной, покорившей все 14 высочайших вершин считается южнокорейская альпинистка О Ын Сон, однако существуют сомнения в достоверности её восхождения на Канченджангу — пока подлинность этого восхождения не удалось официально ни доказать, ни опровергнуть.
Хронология восхождений:
- 1998 — Чо-Ойю
- 2001 — Макалу
- 2002 — Манаслу
- 2003 — Нангапарбат
- 2004 — Аннапурна I
- 2004 — Гашербрум I
- 2005 — Шишабангма
- 2005 — Гашербрум II
- 2006 — Канченджанга
- 2007 — Броуд-Пик
- 2008 — Дхаулагири
- 2009 — Лхоцзе
- 2010 — Джомолунгма
- 2011 — Чогори

Между Кальтенбруннер и Пасабан была гонка за пальму первенства. Вершины Броуд-Пик Герлинде достигла 12 июля 2007 года одновременно с Пасабан. На следующий год они обе покорили Дхаулагири. В августе 2010 года к Герлинде, которая собиралась подняться на Чогори, присоединился другой альпинист — Фредрик Эрикссон. Однако во время восхождения Эрикссон погиб. Герлинде, которая была свидетельницей этого несчастного случая, прекратила восхождение.
До этого Герлинде пыталась подняться на К2 шесть раз, и, наконец, смогла это сделать только в августе 2011 года, во время своей седьмой экспедиции на гору. Это восхождение Герлинде совершила при поддержке National Geographic, которое позже опубликовало отчёт о её достижении.

## Личная жизнь
В 2007 году Герлинде вышла замуж за альпиниста Ральфа Дуймовица, с которым впоследствии развелась. Дуймовиц также покорил все 8-тысячники в 1990—2009 годах.